# Episodi di Vis a vis - Il prezzo del riscatto (terza stagione)
La terza stagione della serie televisiva Vis a vis - Il prezzo del riscatto è stata trasmessa in Spagna su Fox dal 23 aprile all'11 giugno 2018.
In Italia, la stagione è stata pubblicata su Netflix il 30 agosto 2019.
| n° | Titolo originale                       | Titolo italiano                       | Prima TV Spagna | Prima TV Italia |
| -- | -------------------------------------- | ------------------------------------- | --------------- | --------------- |
| 1  | Cruz del Norte                         | Cruz del Norte                        | 23 aprile 2018  | 30 agosto 2019  |
| 2  | Muy fácil o muy difícil                | Molto semplice o molto difficile      | 30 aprile 2018  | 30 agosto 2019  |
| 3  | Un grano de arroz                      | Un chicco di riso                     | 7 maggio 2018   | 30 agosto 2019  |
| 4  | La bandera en el muro                  | La bandiera sul muro                  | 14 maggio 2018  | 30 agosto 2019  |
| 5  | Alguien a quien le importas una mierda | Qualcuno a cui non frega niente di te | 21 maggio 2018  | 30 agosto 2019  |
| 6  | Seis meses dan para mucho              | Sei mesi sono un'eternità             | 28 maggio 2018  | 30 agosto 2019  |
| 7  | Fuimos niñas                           | Eravamo ragazze                       | 4 giugno 2018   | 30 agosto 2019  |
| 8  | Lo que sabemos de los monstruos        | Ciò che sappiamo dei mostri           | 11 giugno 2018  | 30 agosto 2019  |